# Yaakov Litzman

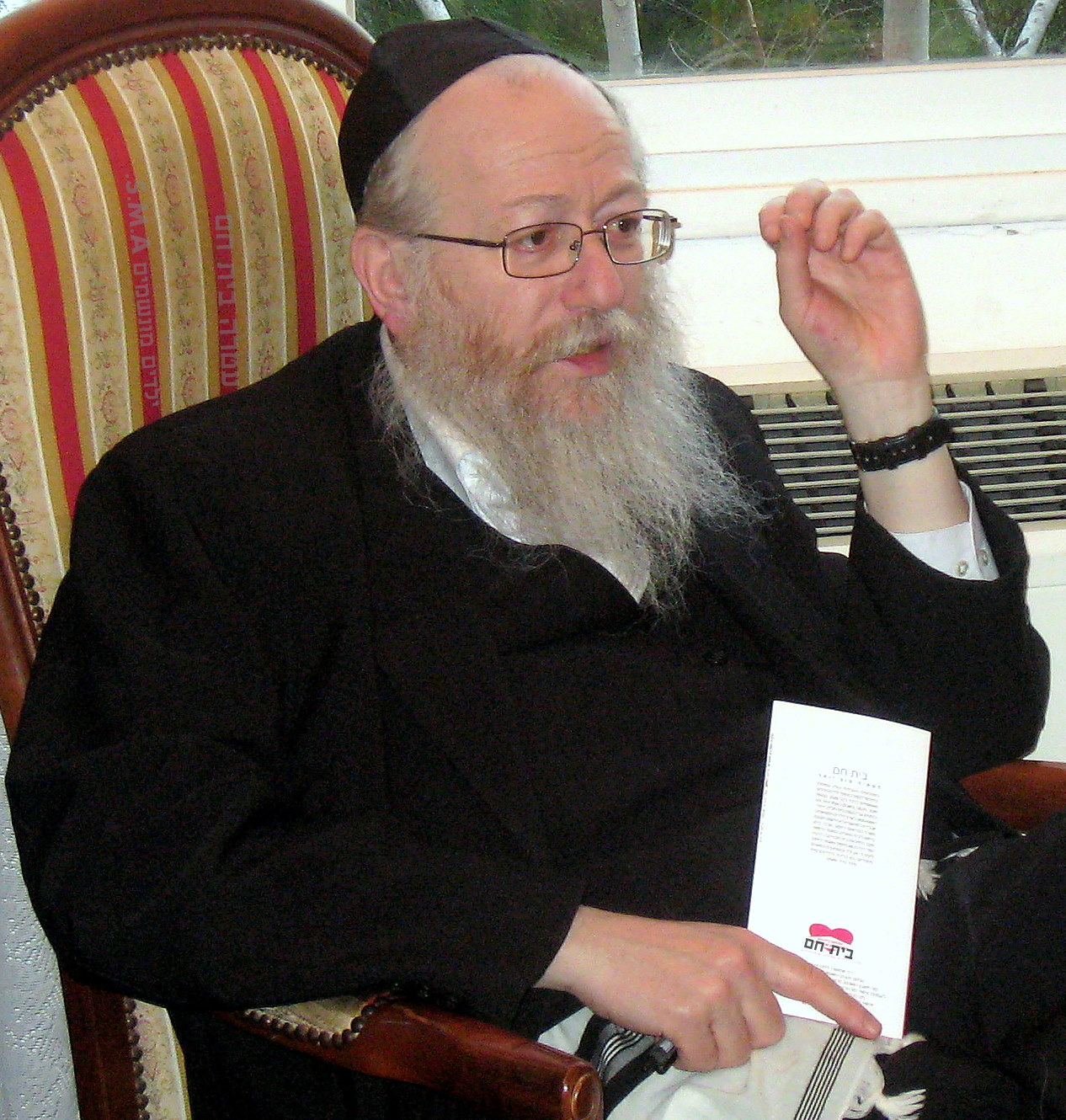

Yaakov Litzman (2 de setembro de 1948) é um político israelense. Seguidor da dinastia Ger Judaísmo chassídico, ele chefia Agudat Israel, parte da aliança Judaísmo Unido da Torá, no Knesset, e atua como Ministro da Saúde de Israel.
Litzman nasceu em 1948 de sobreviventes poloneses do Holocausto, em um campo de deslocados na Alemanha.
Em 2 de abril de 2020, Litzman e sua esposa testaram positivos para a COVID-19.